# 27. ceremonia wręczenia nagród Gildii Aktorów Ekranowych
27. ceremonia wręczenia nagród Gildii Aktorów Ekranowych za rok 2020, odbyła się 4 kwietnia 2021 roku tradycyjnie w Shrine Exposition Center w Los Angeles.
Galę wręczenia nagród transmitowała stacja TNT. Nagrody zostały przyznane za wybitne osiągnięcia w sztuce aktorskiej w minionym roku. Wyboru dokonuje blisko 165. tysięcy członków Gildii Aktorów Ekranowych.
Nominacje do nagród ogłoszone zostały 4 lutego 2021, a prezentacji dokonały Lily Collins i Daveed Diggs przy udziale wiceprezydenta SAG-AFTRA Gabrielle Carteris podczas transmisji na Instagramie SAG-AFTRA.
Dodatkowo nagrano skrócony, godzinny pokaz. Zwycięzcy zostali poinformowani o swoich wygranych na kilka dni przed transmisją telewizyjną, a przemówienia akceptacyjne zostały również nagrane na taśmę. Te zmiany były decyzją z czasów COVID-u, aby chronić nominowanych i prezenterów gildii.

## Laureaci i nominowani

### Produkcje kinowe

#### Wybitny występ aktora w roli pierwszoplanowej
- Chadwick Boseman – Ma Rainey: Matka bluesa jako Levee Green
  - Riz Ahmed – Dźwięk metalu jako Ruben Stone
  - Anthony Hopkins – Ojciec jako Anthony
  - Gary Oldman – Mank jako Herman J. Mankiewicz
  - Steven Yeun – Minari jako Jacob Yi

#### Wybitny występ aktorki w roli pierwszoplanowej
- Viola Davis – Ma Rainey: Matka bluesa jako Ma Rainey
  - Amy Adams – Elegia dla bidoków jako Beverly "Bev" Vance
  - Vanessa Kirby – Cząstki kobiety jako Martha Weiss
  - Frances McDormand – Nomadland jako Fern
  - Carey Mulligan – Obiecująca. Młoda. Kobieta. jako Cassandra „Cassie” Thomas

#### Wybitny występ aktora w roli drugoplanowej
- Daniel Kaluuya – Judasz i Czarny Mesjasz jako Fred Hampton
  - Sacha Baron Cohen – Proces Siódemki z Chicago jako Abbie Hoffman
  - Chadwick Boseman – Pięciu braci jako "Stormin'" Norman Earl Holloway
  - Jared Leto – Małe rzeczy jako Albert Sparma
  - Leslie Odom Jr. – Pewnej nocy w Miami... jako Sam Cooke

#### Wybitny występ aktorki w roli drugoplanowej
- Youn Yuh-jung – Minari jako Soon-ja
  - Maria Bakalova – Kolejny film o Boracie jako Tutar Sagdiyev
  - Glenn Close – Elegia dla bidoków jako Bonnie "Mamaw" Vance
  - Olivia Colman – Ojciec jako Anne
  - Helena Zengel – Nowiny ze świata jako Johanna Leonberger / Cicada

#### Wybitny występ zespołu aktorskiego w filmie kinowym
- Proces Siódemki z Chicago
  - Pięciu braci
  - Ma Rainey: Matka bluesa
  - Minari
  - Pewnej nocy w Miami...

#### Wybitny występ zespołu kaskaderskiego w filmie kinowym
- Wonder Woman 1984
  - Pięciu braci
  - Mulan
  - Nowiny ze świata
  - Proces Siódemki z Chicago

### Produkcje telewizyjne

#### Wybitny występ aktora w miniserialu lub filmie telewizyjnym
- Mark Ruffalo – To wiem na pewno (HBO) jako Dominick i Thomas Birdsey
  - Bill Camp – Gambit królowej (Netflix) jako William Shaibel
  - Daveed Diggs – Hamilton (Disney+) jako Marquis de Lafayette / Thomas Jefferson
  - Hugh Grant – Od nowa (HBO) jako Jonathan Fraser
  - Ethan Hawke – Ptak dobrego Boga (Showtime) jako John Brown

#### Wybitny występ aktorki w miniserialu lub filmie telewizyjnym
- Anya Taylor-Joy – Gambit królowej (Netflix) jako Beth Harmon
  - Cate Blanchett – Mrs. America  (FX on Hulu) jako Phyllis Schlafly
  - Michaela Coel – Mogę cię zniszczyć (BBC One / HBO) jako Arabella Essiedu
  - Nicole Kidman – Od nowa (HBO) jako Grace Fraser
  - Kerry Washington – Małe ogniska (Hulu) jako Mia Warren

#### Wybitny występ aktora w serialu dramatycznym
- Jason Bateman – Ozark (Netflix) jako Martin „Marty” Byrde
  - Sterling K. Brown – Tacy jesteśmy (NBC) jako Randall Pearson
  - Josh O’Connor – The Crown (Netflix) jako Karol
  - Bob Odenkirk – Zadzwoń do Saula (AMC) jako Jimmy McGill / Saul Goodman
  - Regé-Jean Page – Bridgerton (Netflix) jako Simon Basset, Duke of Hastings

#### Wybitny występ aktorki w serialu dramatycznym
- Gillian Anderson – The Crown (Netflix) jako Margaret Thatcher
  - Olivia Colman – The Crown (Netflix) jako Elżbieta II
  - Emma Corrin – The Crown (Netflix) jako Diana
  - Julia Garner – Ozark (Netflix) jako Ruth Langmore
  - Laura Linney – Ozark (Netflix) jako Wendy Byrde

#### Wybitny występ aktora w serialu komediowym
- Jason Sudeikis – Ted Lasso (Apple TV+) jako Ted Lasso
  - Nicholas Hoult – Wielka (Hulu) jako Piotr III Romanow
  - Dan Levy – Schitt’s Creek (Pop TV) jako David Rose
  - Eugene Levy – Schitt’s Creek (Pop TV) jako Johnny Rose
  - Ramy Youssef – Ramy (Hulu) jako Ramy Hassan

#### Wybitny występ aktorki w serialu komediowym
- Phoebe Waller-Bridge – Fleabag jako Fleabag
  - Christina Applegate – Już nie żyjesz jako Jen Harding
  - Linda Cardellini – Już nie żyjesz (Netflix) jako Judy Hale
  - Kaley Cuoco – Stewardesa (HBO Max) jako Cassie Bowden
  - Annie Murphy – Schitt’s Creek (Pop TV) jako Alexis Rose

#### Wybitny występ zespołu aktorskiego w serialu dramatycznym
- The Crown
  - Zadzwoń do Saula
  - Bridgerton
  - Kraina Lovecrafta
  - Ozark

#### Wybitny występ zespołu aktorskiego w serialu komediowym
- Schitt’s Creek
  - Już nie żyjesz
  - Stewardesa
  - Wielka
  - Ted Lasso

#### Wybitny występ zespołu kaskaderskiego w serialu telewizyjnym
- The Mandalorian (Disney+)
  - The Boys (Amazon Prime Video)
  - Cobra Kai (Netflix)
  - Kraina Lovecrafta (HBO)
  - Westworld (HBO)